# Черева
Черева — река в России, протекает по Плесецкому району Архангельской области и Пудожскому району Карелии.
Образуется при слиянии Черевского ручья и Калиручья. Устье реки находится в 143 км по левому берегу реки Водла. Длина реки составляет 21 км, площадь водосборного бассейна — 223 км².

## Данные водного реестра
По данным государственного водного реестра России относится к Балтийскому бассейновому округу, водохозяйственный участок реки — Водла, речной подбассейн реки — Свирь (включая реки бассейна Онежского озера). Относится к речному бассейну реки Нева (включая бассейны рек Онежского и Ладожского озера).
Код объекта в государственном водном реестре — 01040100412102000016579.